# دينان (أصفهان)
دينان هي قرية في مقاطعة أصفهان، إيران. يقدر عدد سكانها بـ 344 نسمة بحسب إحصاء 2016.